# Ozzy, la grande évasion
Pour plus de détails, voir Fiche technique et Distribution.
Ozzy, la grande évasion est un film d'animation hispano-canadien réalisé par Nacho la Casa et Alberto Rodríguez, sorti en 2016.

## Synopsis
La famille Martin est invitée au Salon de la BD à Osaka. Impossible d'emmener leur chien Ozzy au Japon. La mort dans l'âme, ils le confient à une résidence spécialisée, présentée comme un établissement de luxe pour animal de compagnie. En réalité, Ozzy échoue dans une prison pour chiens dont il va tenter de s'échapper au plus vite.

## Fiche technique
- Titre : Ozzy, la grande évasion
- Titre original : Ozzy
- Réalisation : Nacho la Casa et Alberto Rodríguez
- Scénario : Stephen Hughes et Juan Ramon Ruíz de Somavía
- Animation : Mike Fabris
- Photographie :
- Montage : Mhairi Kerr
- Musique : Fernando Velázquez
- Producteur : Jeff Bell, Ibon Cormenzana, Phyllis Laing et Nacho la Casa
  - Producteur délégué : Marina Fuentes Arredonda, Mercedes Gamero, Nacho la Casa, Mikel Lejarza, Mark Slone et Devan Towers
- Production : Arcadia Motion Pictures
- Distribution : ARP Sélection et Buena Vista International
- Pays d’origine :  Espagne et  Canada
- Format : couleur
- Genre : animation, comédie
- Durée : 90 minutes
- Dates de sortie :
  - Espagne : 14 octobre 2016
  - Royaume-Uni : 21 octobre 2016
  - Canada,  Mexique et  États-Unis : 21 avril 2017
  - France : 12 juillet 2017

## Distribution

### Voix originales
- Guillermo Romero : Ozzy
- Luis Bajo : Chester
- Amanda J. Nolen : Susan
- Michelle Jenner : Paula
- Dani Rovira : Fronky
- Elsa Pataky : Maddie
- Carlos Areces : M. Robbins
- Fernando Tejero : Radar
- José Mota : Vito
- Pablo Espinosa : Mike

### Voix françaises
- Ramzy Bedia : Ozzy
- Antoine Duléry : Chester
- Armelle : Susan
- Lévanah Solomon : La Petite Fille / Paula
- Guillaume Lebon : Le Père / Ted
- Boris Rehlinger : Vito
- Raphaël Cohen : Decker
- Patrice Dozier : Robbins
- Pascal Casanova : Grunt
- Diane Dassigny : Maddie
- Emmanuel Garijo : Fronky